# 鷲見友好
鷲見 友好（すみ ともよし、1926年8月12日 - 1997年6月25日）は、政治経済学者。
岐阜県美濃市出身。1960年法政大学大学院博士課程単位取得、1961年法政大学短期大学部講師、法政大学社会学部助教授、教授、法政大学短期大学部学長、96年定年退任、名誉教授。軍事費、日米関係などを研究した。

## 著書
- 『日本の軍需産業 アジアの兵器廠』汐文社 1967
- 『日本の財政と暮らし』新日本新書 1979
- 『日本の軍事費』学習の友社 学習文庫 1982
- 『日本の国家財政』新日本新書 1992
- 『日米関係論 アメリカの対日要求と安全保障』新日本出版社 1993

## 論文
- Cinii